# Voiture-lits
Pour les articles homonymes, voir Voiture.

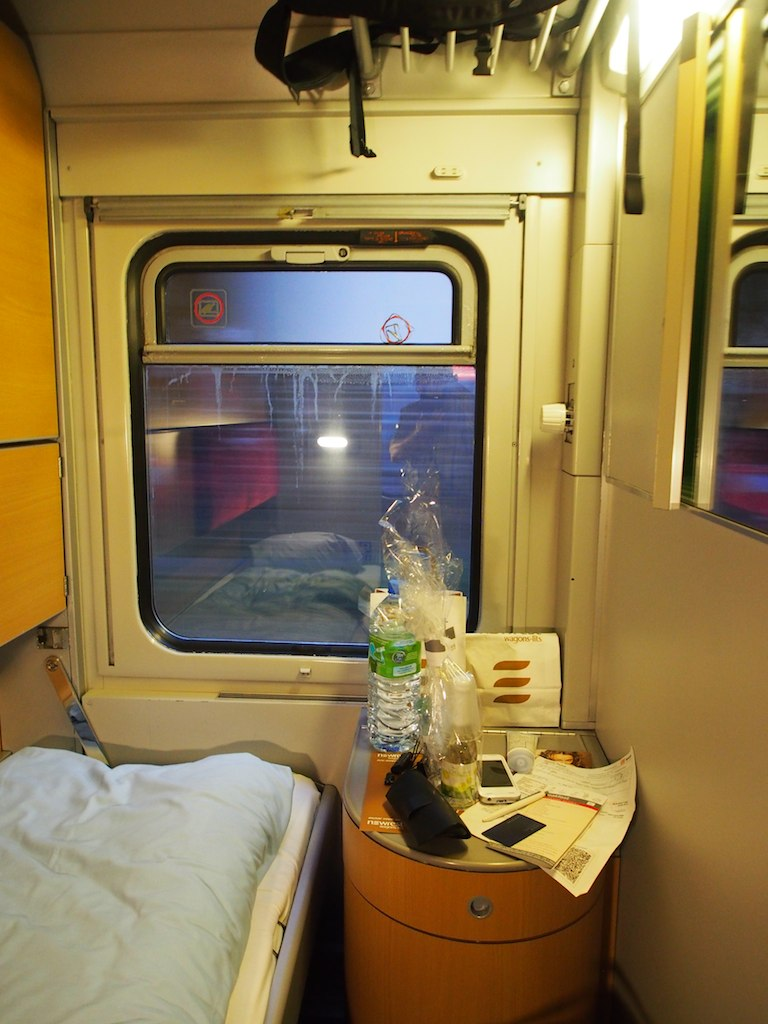
Cabine individuelle d'une voiture-lit contemporaine d'Autriche.

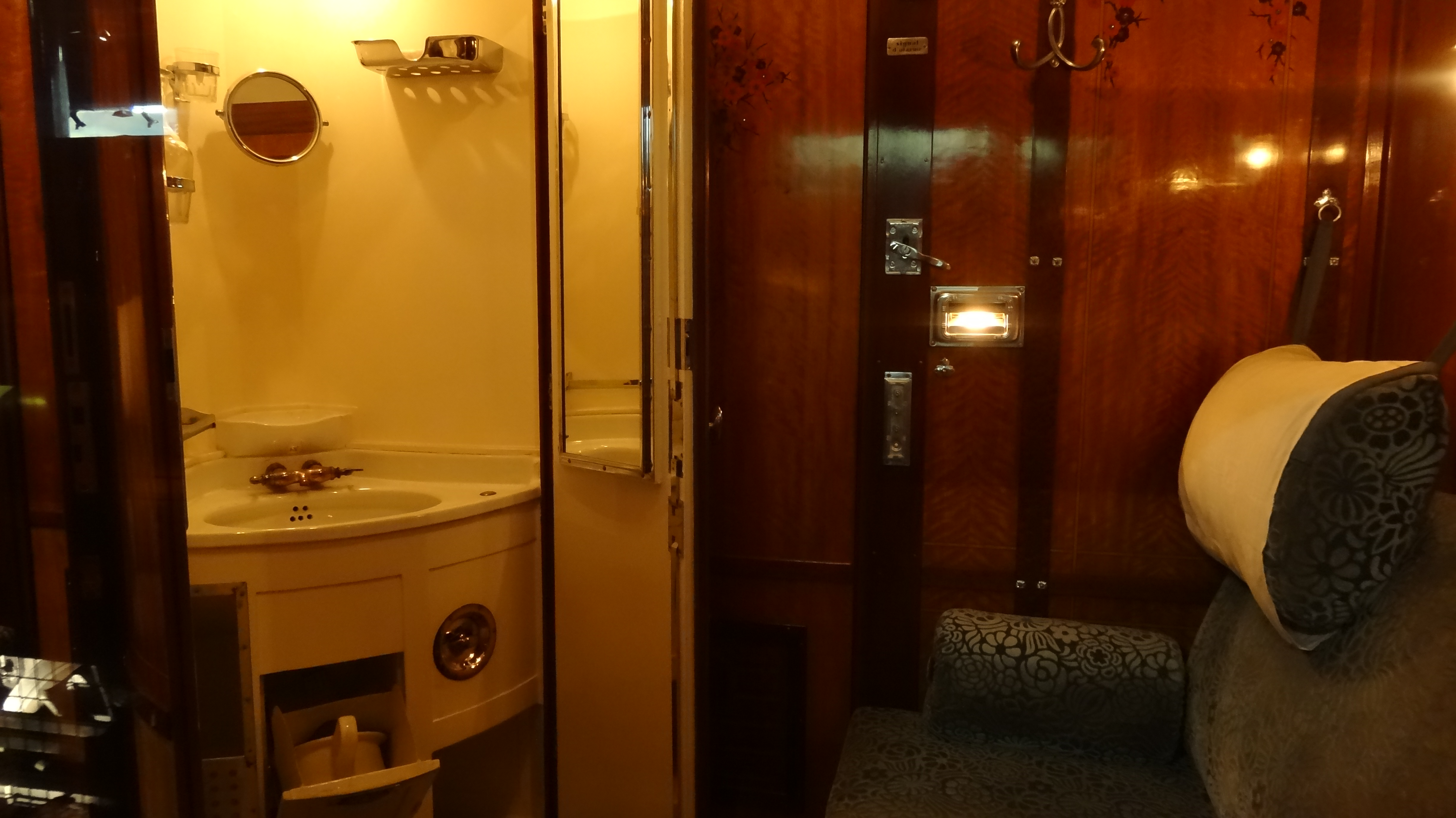
Coin-lavabo dans une cabine de la voiture-lits CIWL Lx 3532, construite en 1929, à la Cité du train.

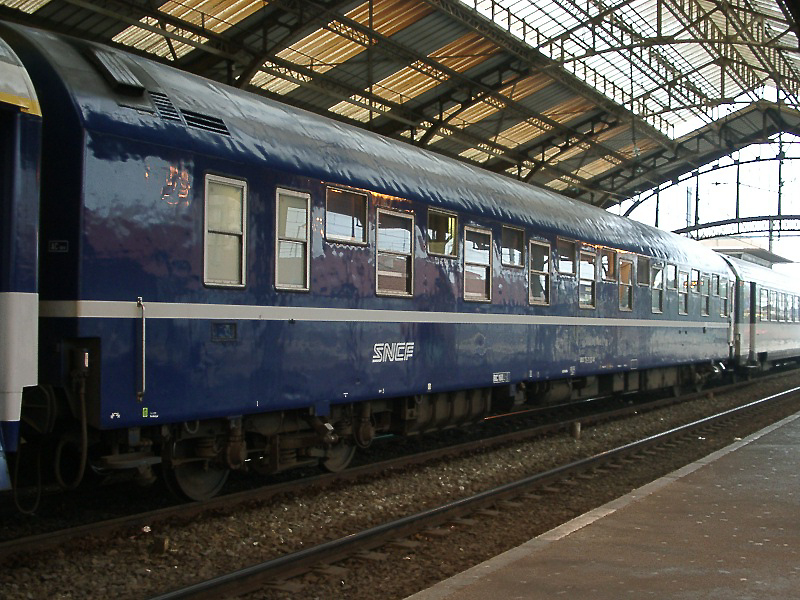
Voiture-lits T2 de la SNCF construite en 1976.

Une voiture-lits, appelée aussi wagon-lits, est une voiture de chemin de fer conçue pour transporter des voyageurs couchés dans de vrais lits, comprenant matelas et literie, ainsi qu'un coin-lavabo-toilette (voire une douche) la plupart du temps, contrairement aux voiture-couchettes qui sont partagées avec d'autres voyageurs. Le service à bord des voitures-lits propose du petit-déjeuner à la collation au champagne, servis en cabine. Ce type de voiture permet de voyager de nuit et de jour dans des conditions optimales de repos. Elles sont équipées de cabines privées, préservant l'intimité des voyageurs, particulièrement adaptées aux grands voyages. En position « de jour », un canapé ou des fauteuils permettent de se reposer. En position « de nuit », les lits, rabattus auparavant contre la cloison, sont préparés par le conducteur des wagons-lits.

## Voitures
C'est à George Pullman que l'on doit l'apparition des premières voitures-lits en 1863 aux États-Unis. Mais le « wagon-lits » à l'européenne a été conçu par le belge Georges Nagelmackers, fondateur de la fameuse Compagnie des wagons-lits, aujourd'hui française.

### Voiture type S
En 1922, les voitures type S (pour Steel « acier ») sont les premières voitures de la CIWL à caisse acier. Elles inaugurent la fameuse livrée bleu et or (les anciennes voitures étaient en teck couleur bois) et peuvent rouler à 140 km/h.
On distingue les séries S1 (1922-1929), S2 (1923-1926), ST (n° 2695 à 2699, 1926), S4u (n° 3361 à 3390, 1928) et SG (n° 3432 à 3455, 1929) qui forment un ensemble de 189 voitures, produites jusqu'en 1930 par divers constructeurs français, anglais, italiens et autrichiens.
Équipées du chauffage autonome, décorées avec de la marqueterie, leur capacité initiale de 16 places a été portée à 20, 22 et 24 places.
La ST « tourisme » propose 24 pl. en 12 compartiments. En 1929, la SG propose 17 places (4 compartiments « double », 3 compartiments « single » avec toilettes et 3 « double » avec cabinet de toilette. D'autres proposent des compartiments de 3 lits en 3e classe et circulent dans les trains Taurus-Express (Istamboul-Alep-Bagdad) ou Anatolie-Express. Les SG ont commencé à s'effacer devant les types Y à partir de 1948. Plusieurs voitures seront fournies à l'Espagne en 1958. Certaines d'entre elles auront 13 places et un coin bar.
Quelques exemplaires sont sauvegardés pour le service régulier du train de luxe Venise-Simplon-Orient-Express.

### Voiture type Z
En 1926, les voitures-lits type Z inaugurent des compartiments à cloisons dites « en Z » qui permettent une meilleure répartition de l'espace disponible. Leurs 11 compartiments offrent 22 places, 26 pour les ZT à 4 compartiments triples ou 36 pour les Z3 à 12 compartiments triples.
Elles sont produites en 100 exemplaires par Breda (2712 à 2715), Miany (2716 à 2719), O.E.F. (2720 à 2721), O.M.R. (2722 à 2731, 3648-3662, 3768-3777), O.E.F. Méridionale (2732 à 2736), Nivelles (2789 à 2818, Z3 3033 à 3042), C.G.C. (3043 à 3052, transformées en ZT en 1936-1940) et E.I.C. (3311 à 3340, 1927).

### Voiture type Lx

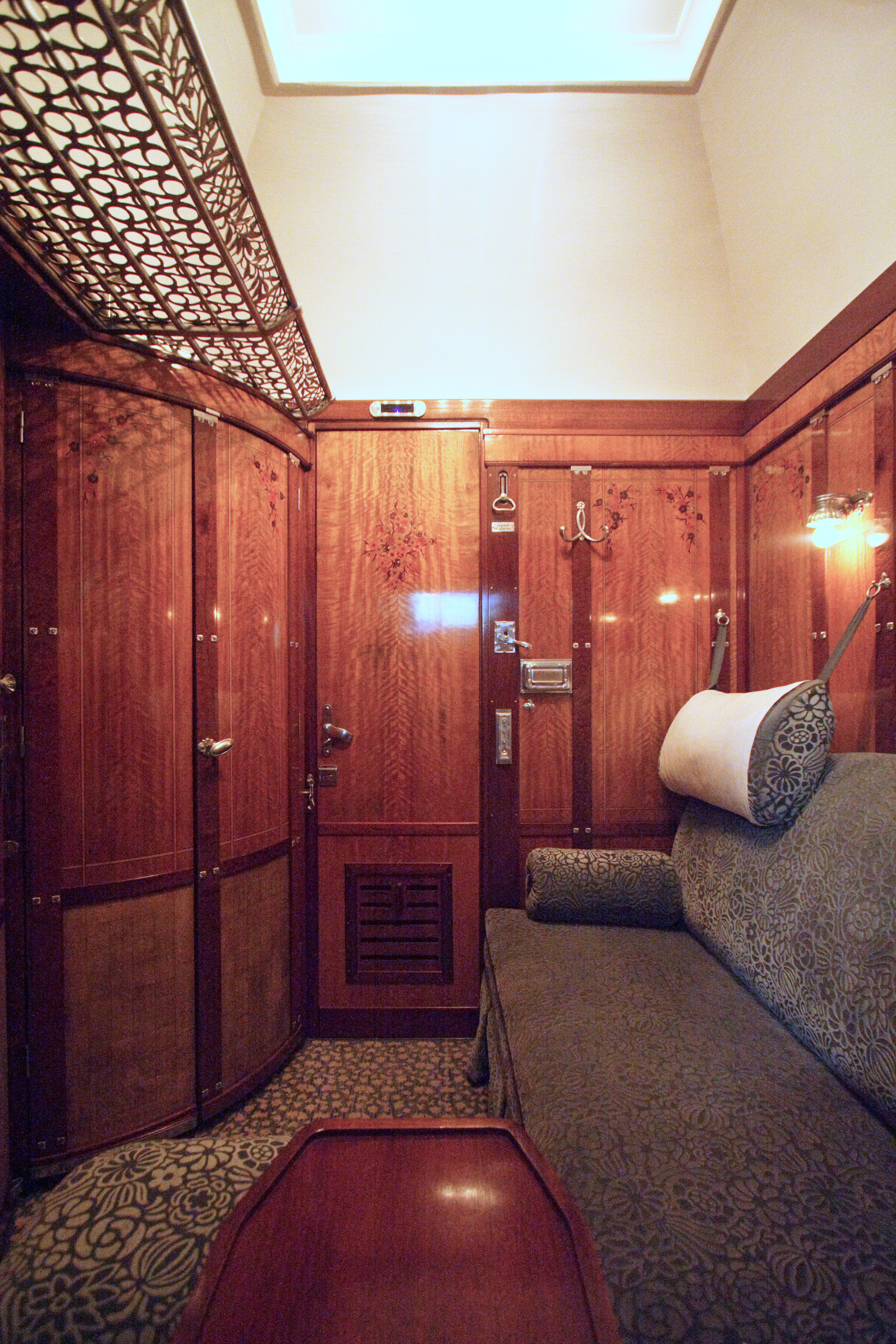
Compartiment d'une voiture Lx

Les voitures-lits Lx (abréviation de luxe à X (10) compartiments) de la CIWL ont été produites à 90 exemplaires à partir de 1929 :
- 30 voitures (3466 à 3495) fabriquées au Royaume-Uni par les ateliers Metropolitan Cammel Carriage & Wagon Company à Saltey (Birmingham).
- 60 voitures (3496 à 3555) fabriquées par EIC à Aytré.

Elles sont reconnaissables à leurs portes avec fenêtre en forme de calisson, marque d'un service haut de gamme. Décorées par Morisson, Nelson, Maple et Prou, elles présentent d'élégants motifs en marqueterie ou en laque. 
- Décorateur Morisson : Voitures n°3466, 3467, 3473,3477, 3480, 3483, 3487-88 et 3491.
- Décorateur Mapple : 3468 à 3472, 3474 à 3479, 3482 à 3486 et 3488, 3490 à 3495.
- Décorateur Prou : 3496 à 3542
- Décorateur Nelson : 3532 et 3533, 3548 à 3555

Elles offraient à l'origine dix compartiments « single », dont huit jumelables en suite. Puis, avec la récession du début des années 1930, l'adjonction d'un deuxième lit dans certains compartiments a fait apparaître des voitures dénommées L(x)14, L(x)16 ou L(x)20 selon le nombre de places offertes.
Plusieurs types de boggies ont équipé les voitures Lx, les modèles P à boites à huile, les modèles PP à boite à rouleaux SKF, les modèles Pls et les modèles Schlieren de type N2/N3.
Elles sont équipées d'un chauffage autonome.
Entre 1966 et 1973, 51 d'entre elles sont acheminées vers les réseaux ibériques à voies larges.
En France, elles sont retirées du service entre 1971 et 1976 et achevèrent leur carrière en Espagne et au Portugal vers le milieu des années 1980. Certaines de ces voitures, entièrement restaurées dans les ateliers d'Ostende, en Belgique, entrent dans la composition de l'actuel Venise-Simplon-Orient-Express.

### Voiture type Y

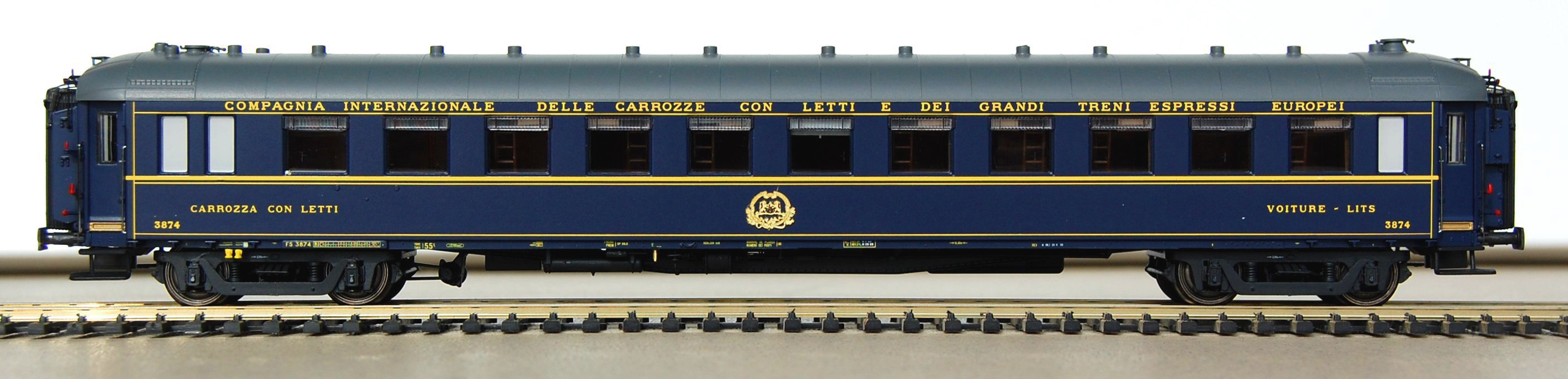
Voiture-lits Yb 3874 de la CIWL issue de la reconstruction en 1950 de la 2727 de type Z ; livrée de 1950 ; modèle réduit LS Models.

À partir de 1930, les voitures-lits Y, équipées d'un local destiné au service, peuvent être utilisées de façon isolée dans un train. Leur construction s'est étendue de 1930 à 1955.
Elles étaient équipées de bogies Pennsylvania P puis, en 1940, de bogies type PPs utilisant des boites à roulements.
On distingue selon l'aménagement des compartiments, les variantes :
- type Y, avec 11 compartiments de première classe à deux places,
- type YT, avec 7 compartiments de première classe et, aux extrémités, quatre compartiments à trois places, donc 26 places,
- type YT-u, identique au précédent mais les lits des compartiments de trois places sont escamotables,
- type Y-u, avec trois lits escamotables dans les onze compartiments, ce qui leur confère une plus grande modularité.

On distingue les séries de :
- 1930 : 50 Ym fabriquées par De Dietrich (3588-3607) et EIC (3608-3627 & 3683-3692), à cloisons peintes,
- 1931 : 40 Yb (3703-3742) fabriquées en Allemagne par Gebrüder Crede & Co. avec une finition plus soignée (marqueterie sur cloisons en acajou),
- 1932 : 25 YTm (3743-3767) fabriquées par la Birmingham Railway Carriage and Wagon Company au Royaume-Uni,
- 1939 : 55 Yb avec bogies PP puis 63 autres en 1948 :
  - 3806-3809, Linke Hoffman, 1939,
  - 3810-3842, Nivelles, 1939,
  - 3843-3860, Breda, Milan, 1940,
  - 3871-3887, Ansaldo, 1950 (sans ceinture de caisse sous les fenêtres et à toiture soudée sans couvre-joints ; les 3871 à 3884 sont des reconstructions à partir de S, Z ou WR, à châssis à poutre centrale ; les 3 dernières sont reconstruites à partir d'anciennes Y),
  - 3888-3902, Nivelles, 1948,
  - 3932-3962, EIC, 1950.
- 1940 : 10 YTb (3861-3870) construites par Ganz, puis 29 autres (3903-3931) en 1949 par Nivelles.

On les trouve dans les trains Riviera Express (Berlin - Cannes), Oberland-Express (Calais - Interlaken) ou Arlberg- Orient-Express (Calais - Vienne) aux côtés de voitures LX et Z car ces trains étaient ouverts aux trois classes jusqu'en 1956.
120 voitures seront modernisées par la CIWL ; 81 d'entre elles seront reprises par la SNCF en 1962.
De 1962 à 1964, les Ym sont reconstruites en Ub et les Yb en Uf avec des cloisons en stratifiés Formica.
Les YT « tourisme » sont reconstruites en YU « universelles » avec de nouveaux bogies plus confortables.
Ces voitures ont fait les beaux jours des trains Nord-Express (Paris - Copenhague / Stockholm et Oslo) et Direct-Orient (Paris - Belgrade - Istamboul / Athènes). Les dernières voitures de cette famille circulèrent en France, dans les trains de sports d'hiver vers la Savoie, jusqu'en 1987.

### Voiture type F

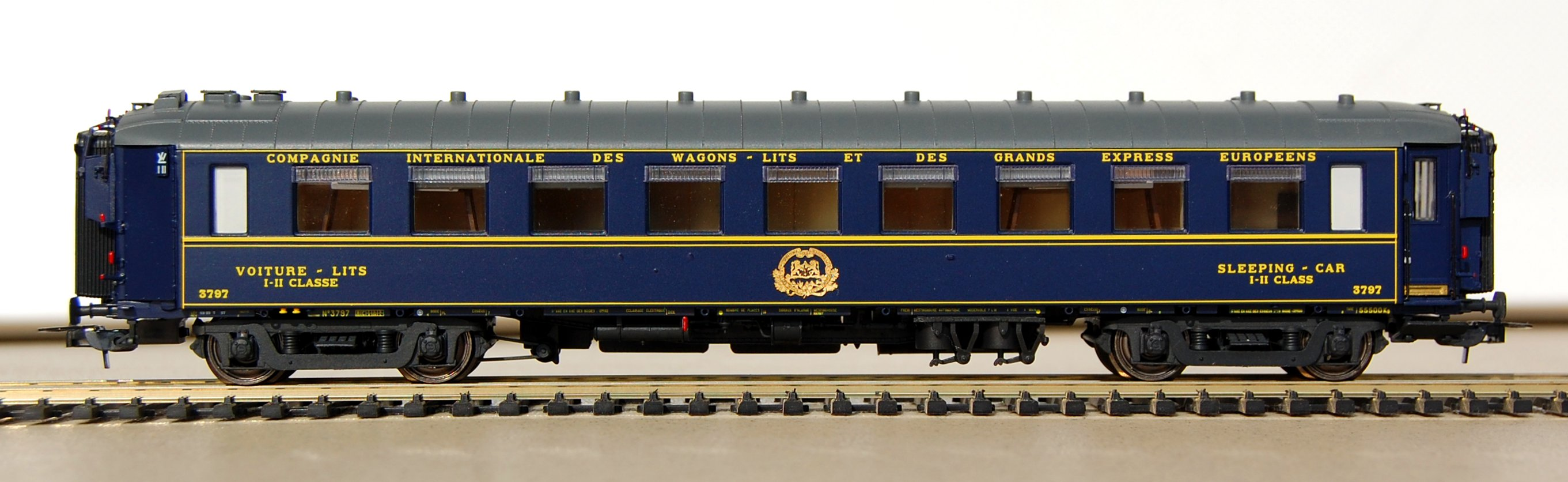
Voiture-lits F 3797 de la CIWL en livrée d'origine ; modèle réduit LS Models.

Les voitures-lits type F, apparues en 1936, ont été conçues pour le service direct Paris-Londres avec transbordement sur train ferry (Dunkerque-Douvres). Ces voitures à 9 compartiments doubles sont au gabarit anglais. Leur longueur est réduite à 19,2 m ; elles n'ont qu'une porte par face latérale. Ce matériel, d'un âge vénérable, a été retiré du service à la fin de 1980.
25 voitures ont été construites :
- série 3788 à 3799 par Blanc-Misseron en 1936,
- série 3800 à 3805 par la CGC en 1945,
- série 3983 à 3989 par la CGC en 1952.

La voiture-lits type F numéro 3792 est exposée au National Railway Museum de York, Angleterre. La numéro 3987 est conservée par le Chemin de Fer Touristique du Vermandois (CFTV) à Saint-Quentin, France.

### Voiture type P

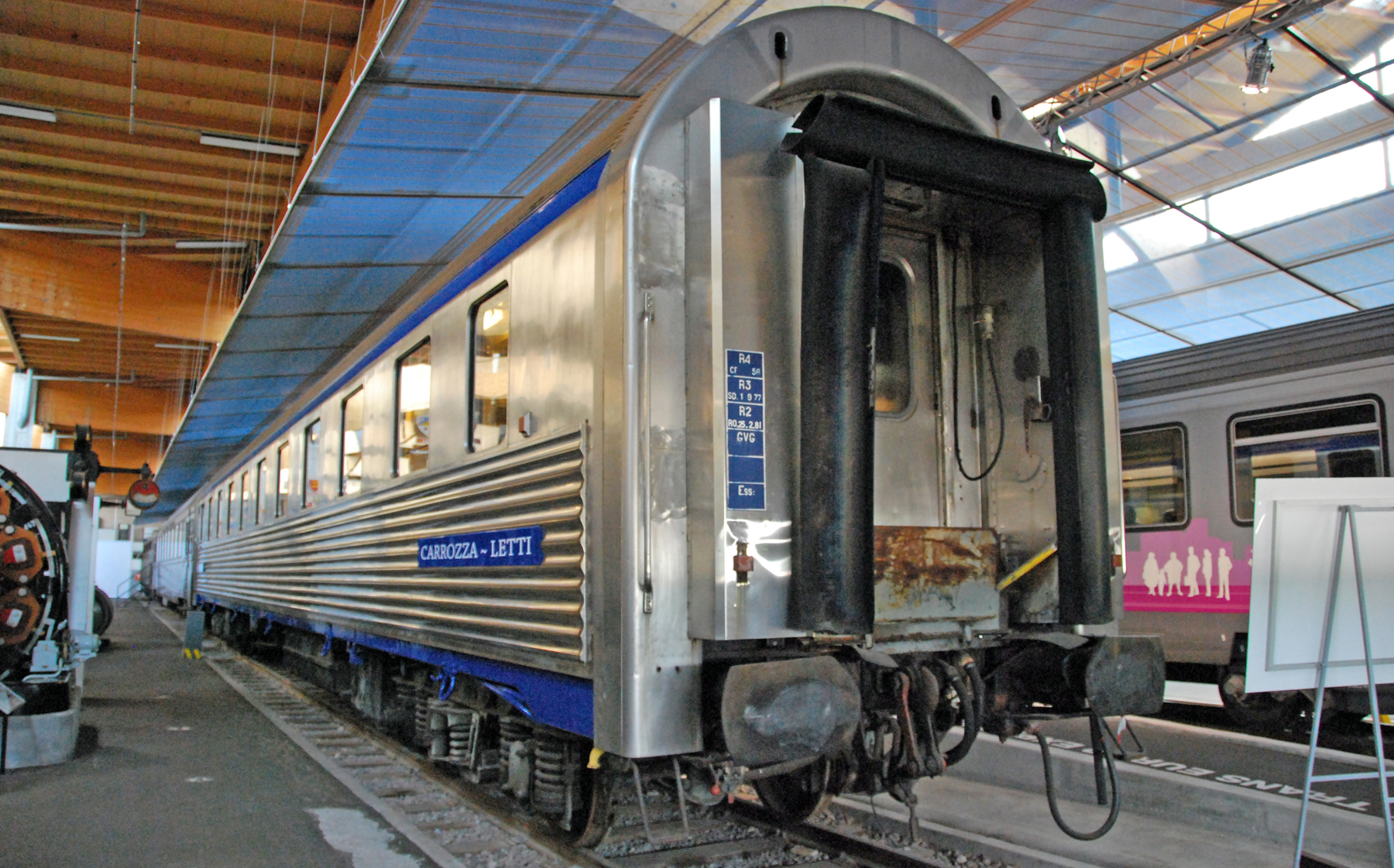
Voiture-lits de type P 4550 « Pillepich »

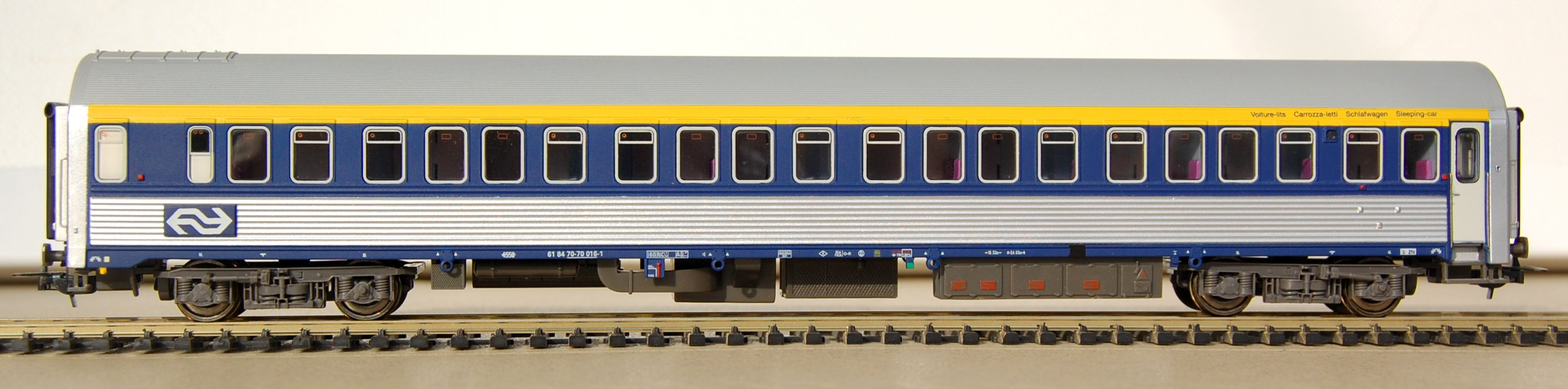
Modèle réduit de voiture-lits type WLAB 30 par LS Models

Les voitures-lits type P (WLA P, CIWL n° 4501 à 4580) ont été commandées en 1954 et livrées en 1955 et 1956 en 80 exemplaires par leurs constructeurs Nivelles, Carel Fouché, Ansaldo et Fiat. Elles ont été utilisées par les réseaux SNCF, SNCB, NS et ÖBB. Leur nom fait référence à leur concepteur, Albert Pillepich, ingénieur en chef des services techniques de la CIWL. Destinées à une clientèle haut de gamme, elles proposent, uniquement en 1re classe, 20 compartiments d'une place imbriqués sur deux niveaux. Ces voitures à caisse inox (technologie Budd) et bogies N Schlieren pouvaient rouler à 140 km/h.
Elles étaient utilisées, au départ de Paris, vers Dortmund, Coire, Genève et Milan. Elles ont été proposées en 2e classe, à titre d'essai, à partir de 1981 (en France) puis retirées du service en 1987, après leur mise en cause dans le déraillement du Nice-Paris.
En 1992, 17 exemplaires ont fait l'objet d'une modernisation aux ateliers CIWLT d'Ostende qui a porté leur capacité intérieure à 30 places (10 compartiments de 3 lits) et bogies Schlieren 27 pouvaient rouler à 160 km/h. Elles ont pris la dénomination de WLAB 30. Elles sont utilisées entre Amsterdam et Vienne.
Les voitures-lits type P sont encore utilisées à partir de 2023 par la compagnie European Sleeper (en) pour son service Bruxelles - Berlin, prolongé à Prague en 2024.
La voiture-lits n°4550 construite par Carel Fouché est préservée à la Cité du train à Mulhouse.

### Voiture type U

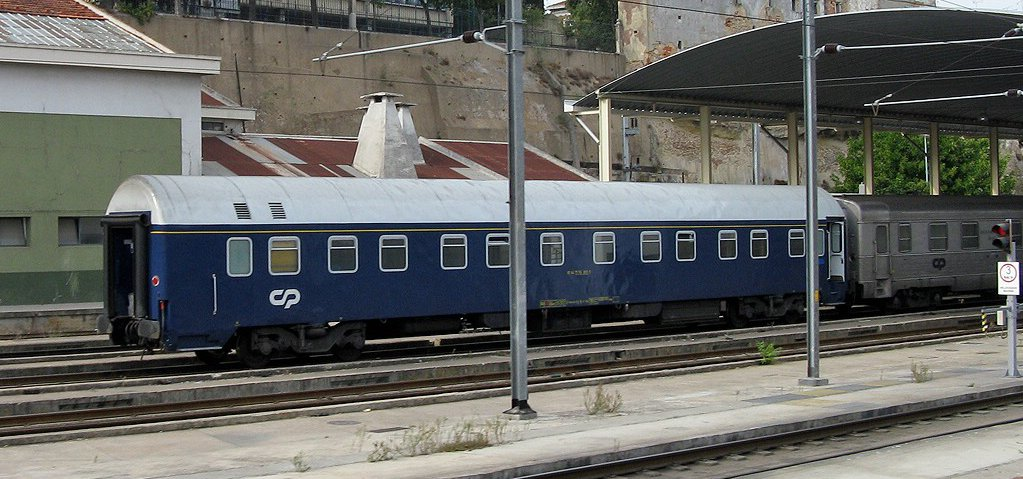
Voiture-lits U Hansa des CP dans le Sud Express.

La désignation « voiture U » (pour « Universelles », c'est-à-dire à aménagement variable, de 1 à 3 lits par compartiments) s'applique à 3 types de voitures distincts :
- les voitures Um, Ub ou Uf[note 3] de la CIWL, issues de la reconstruction entre 1953 et 1964, d'anciennes voitures Y, à 11 compartiments et 33 places[10],
- les voitures U de la CIWL, communément appelées UH, de 1957 à 11 compartiments et 33 places,
- les voitures U de la DSG à toit arrondi aux extrémités[11] et d'une longueur portée à 26,40 m. Elles sont apparues en 1954 avec une commande de la DSG pour 10 voitures dénommées WLABC4üm-54, WLAB4ümg-54 puis WLABüm173 de 12 compartiments offrant jusqu'à 36 places. Elles ont été suivies par 77 voitures WLAB4ümg-59 puis WLABm174, de 11 compartiments et 33 places, à partir de 1959, produites par la compagnie Hansa. Elles peuvent rouler à 140 km/h. En 1967 puis en 1972, la compagnie DSG achète une nouvelle série de 75 voitures dénommées WLABümh-67 puis WLABmh175, à portes Mielich et aptes aux 160 km/h. Après la réunification, les voitures U prennent la livrée rouge et gris de la filiale DB AutoZug.

### Voiture type UH
Les voitures UH (Universal Hansa), livrées en réparation de guerre par la firme allemande Hansa Waggonbau (CIWL n° 4581 à 4600), ont fait leur apparition à partir de 1957. Une autre série de 20 voitures (CIWL n° 4601 à 4620) a été réalisée par Waggon- und Maschinenbau GmbH Donauwörth. Elles offraient 33 places réparties en 11 compartiments modulables, d'où leur désignation WLAB 33 et ont figuré dans des trains comme Le Train bleu Paris-Vintimille, le Nord-Express Paris-Copenhague ou encore la Puerta del Sol Paris-Madrid.
Malgré le retrait de cette série dès 1986, deux voitures-lits UH sont encore incorporées, après complète restructuration, dans le Sud-Express entre Lisbonne et Hendaye et vice-versa, jusqu'en 2010, année où ce convoi a été transformé en train-hôtel, équipé de matériel Talgo.
- Caractéristiques : longueur 25,1 m ; entraxe 17 m ; hauteur 4,24 m ; largeur 2,89 m

### Voiture type M
La CIWL prend livraison en 1964 d'une série de 20 voitures type M (n° 4741 à 4760) construites par FIAT. Elles sont équipées de bogies L dérivés du Y24 et disposent de 12 compartiments Double ou Single.

### Voiture type MU
Ce sigle MU signifie « Modernes Universelles ». Cette voiture climatisée a été produite à 100 exemplaires par Waggon- und Maschinenbau GmbH Donauwörth en 1964, tandis qu'un autre contingent était livré par Fiat Ferroviaria en 1973 et dénommé MUF (10 sous-séries en tout). Avec leurs bogies L (n° 4701-36/61-75) ou Minden-Deutz type 4, elles sont aptes à 160 km/h. Leur aménagement à 12 compartiments offre de 12 à 36 lits. Elles sont pour la plupart propriété de la CIWL ; la SNCF en achète 18. En Italie un petit groupe réservé à la 1re classe est dénommé type M.
Les FS achètent 91 voitures supplémentaires avec une livrée spécifique pour leur usage intérieur. Une modernisation est à l'origine des MUn des NS.

### Voiture type T2

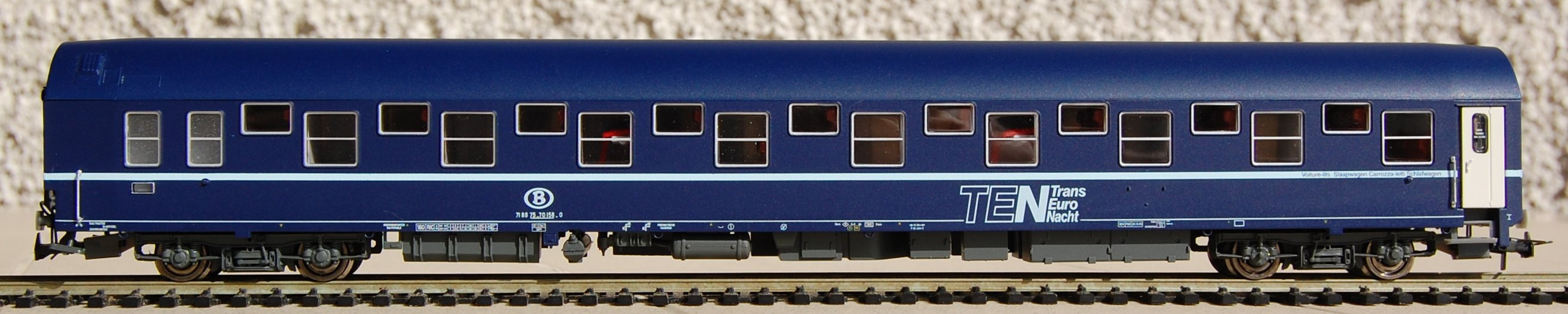
Modèle réduit de voiture-lits type T2 par Rivarossi.

En 1968, la CIWL lance un matériel novateur pour l'élargissement de la clientèle des wagons-lits : la voiture WLAB T2, dont le nom signifie « Touristes 2e classe », est la première à permettre de voyager en couple en deuxième classe. Son aménagement astucieux est constitué de dix-huit petites cabines, neuf à niveau, avec deux lits rabattables superposés convertibles en divan et, intercalées, neuf autres surélevées, avec divan fixe et deux lits hauts parallèles ; soit un total de 36 places.
Devant le succès de ces voitures, la SNCF fait l'acquisition, entre 1973 et 1975, de 82 voitures climatisées dont plus de la moitié dans le cadre de l'Eurofima, et la SNCB de 6 autres. De 1977 à 1980 la RENFE reçoit 85 voitures.
Les T2 ont été radiées du parc SNCF en 2008 et vendues à l'étranger.

### Voiture type T2s

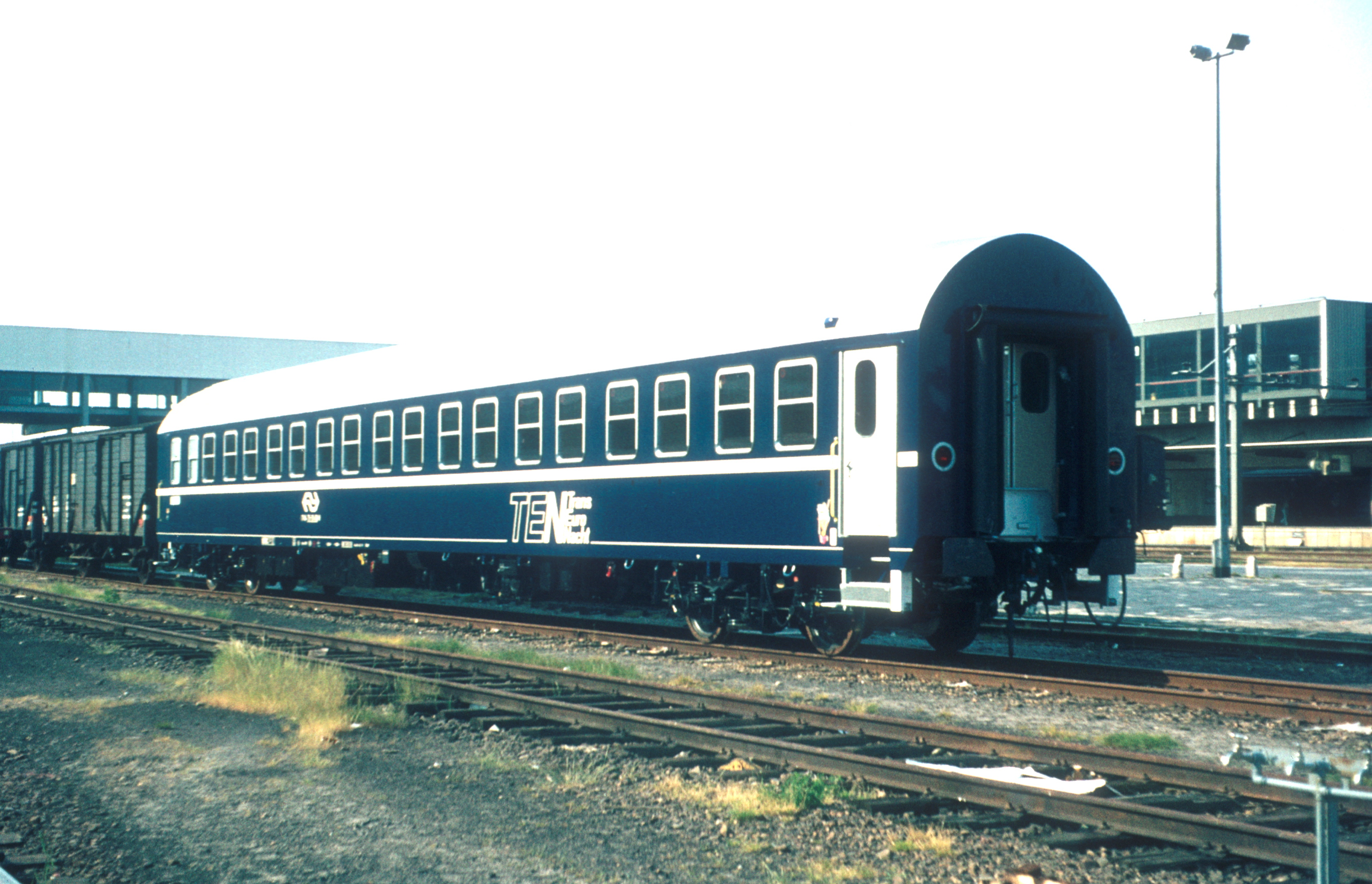
Voiture-lits T2s des Nederlandse Spoorwegen.

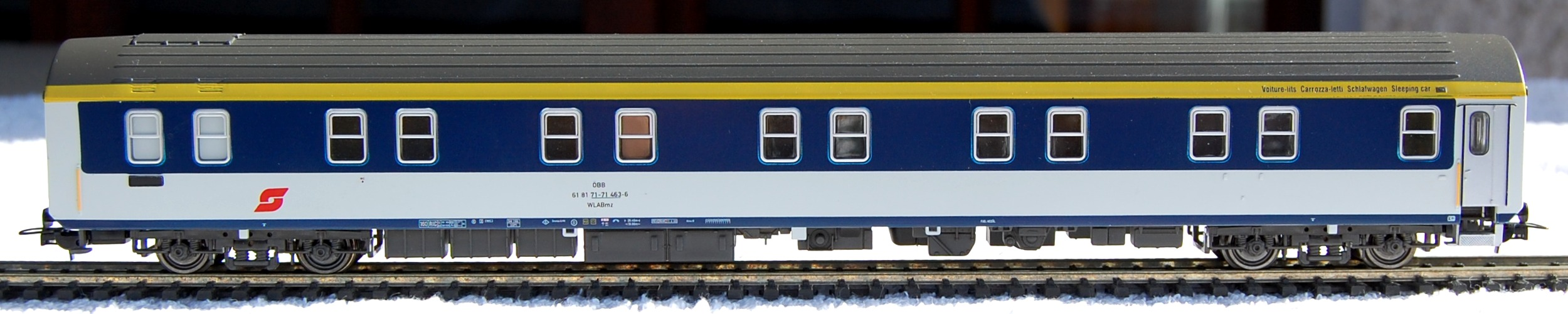
Voiture-lits AB33s des ÖBB dérivée d'une T2S. Modèle réduit Héris.

La série T2s (CIWL n° 6401 à 6463), se reconnaît à ses baies de même taille et légèrement arrondies aux angles. Les 17 cabines, pouvant être jumelées grâce à une porte d'intercirculation, ne sont plus imbriquées. Les compartiments de première classe sont "single" (1 lit) ; ceux de deuxième classe sont "double" avec lits superposés. Elles ont été construites par Schlieren en 1975 en 63 exemplaires :
- DB : 16 voitures WLABsmz166, immatriculées 61 80 75-70 401 à 416
- FS : 33 voitures
- CFF : 5 voitures
- ÖBB : 5 voitures
- DSB : 2 voitures
- NS :  2 voitures

Elles sont montées sur bogies Minden-Deutz type MD6 et arborent toutes la livrées TEN bleue à l'exception des allemandes qui se distinguent par une livrée TEN rouge. Les FS font réaliser par FIAT une nouvelle série de 60 voitures en 1982 dotées de bogies FIAT type FW.

### Trains Talgo nuit
Les premières rames Talgo de nuit apparaissent en 1975, affectées au nouveau « Barcelona-Talgo », premier train direct Paris-Barcelone.
Il s'agit de rames articulées à caisses courtes à 1 essieu, afin de faciliter le changement d'écartement à la frontière Franco-Espagnole. Basées sur le type RD III (12,14 m), elles peuvent rouler à 160 km/h, sont climatisées et offrent :
- 5 compartiments à 1 ou 2 lits en 1re classe,
- 4 compartiments à 4 lits en 2e classe.

En 1981, le nouveau pendulaire « Paris-Madrid-Talgo » (devenu ensuite « Goya ») dispose de caisses allongées à 13,14 m et offre 5 compartiments en 1re comme en 2e classe. Des compartiments Grande Classe avec douche sont également proposés. Il peut circuler à la vitesse maximale de 200 km/h.
En tout 592 voitures seront produites (voitures allemandes de la DB pour les liaisons nationales incluses).
Ces rames assurent les liaisons Madrid-Lisbonne et Lisbonne-Hendaye et ainsi que de nombreuses liaisons nationales en Espagne. En raison de la crise économique, les liaisons Barcelone-Milan et Barcelone-Zurich ont été supprimées en 2012 ainsi que, un an plus tard, les liaisons Paris–Madrid et Paris–Barcelone à la suite de la mise en service des relations de jour franco-espagnole TGV / AVE via la LGV Perpignan - Barcelone. Les liaisons nationales en Allemagne ont pris fin dès décembre 2009 et le matériel vendu à l'étranger. Une liaison directe Francfort-Barcelone est toujours en projet.

### Voitures City Night Line

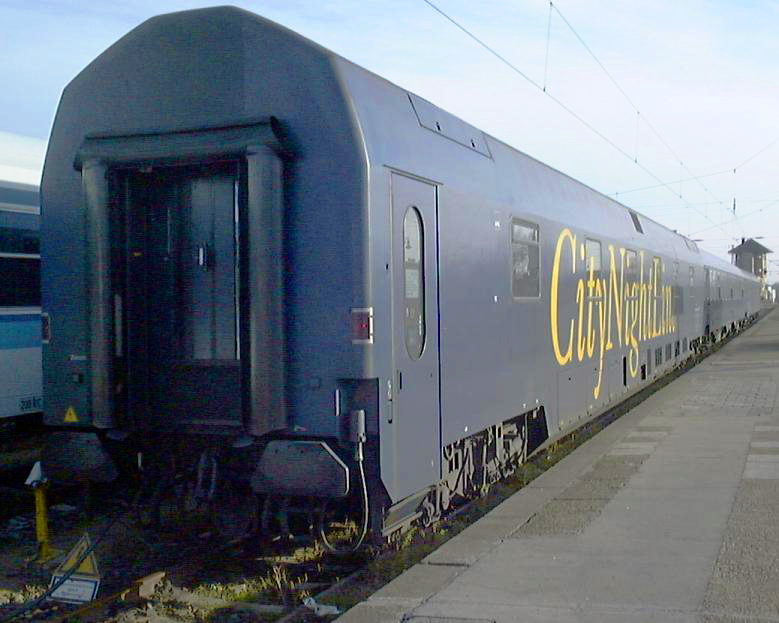
Une voiture-lits à deux niveaux CityNightLine, vue côté couloir.

- La compagnie CityNightLine (CNL), émanation des Chemins de fer allemands (DB), des Chemins de fer suisses (CFF) et des Chemins de fer autrichiens (ÖBB), a lancé le 28 mai 1995 ses premiers trains-hôtel avec des voitures-lits à deux niveaux (« WL2N ») climatisées. De couleur bleu nuit, longues de 26.90 m elles peuvent rouler à 200 km/h. Elles proposaient les niveaux de confort A « luxe » et B « confort », rompant ainsi avec les anciennes WLAB 33 modulables, et des compartiments variés :
- familles 4 personnes,
- doubles de luxe, spacieux avec douche,
- doubles simples sans douche.

Elles furent construites en Suisse en deux lots de 27 voitures :
- 27 WLAB 34 (type WLABm) mixtes de 34 places,
- 27 WLB 44 (type WLBm) avec 44 places de deuxième classe.

Après la disparition complète du réseau CityNightLine (CNL), effective au 10 décembre 2016, quelques-unes de ces voitures-lits ont été rétrocédées aux Chemins de fer autrichiens (ÖBB) pour la création de leur nouveau réseau de trains de nuit Nightjet, tandis que la majorité doit être vendue d'occasion à l'Iran.
- Les Chemins de fer allemands (DB) ont reçu à partir de 2005 42 nouvelles voitures-lits de type WLABmz, baptisées Comfortline pour certaines lignes de leur réseau de trains de nuits internationaux CityNightLine. Ces voitures ont circulé en France jusqu'à la fin de 2014 (lignes Paris - Berlin, Paris - Hambourg et Paris - Munich - Innsbruck, ainsi que dans des trains-auto-couchettes d'Allemagne vers la Côte d'Azur et la Côte Basque). La dissolution du réseau CityNightLine en décembre 2016 a provoqué la vente de l'ensemble du parc aux Chemins de fer autrichiens (ÖBB) pour la mise en service de leur nouveau réseau de trains de nuit Nightjet.

Les rames disposaient aussi d'une voiture de service offrant un espace d'accueil avec bar et restauration (WRm), de voitures-couchettes (Bvcmz, Bvcmh, BDcm) de 40 à 60 places et de voitures à places assises avec sièges inclinables (Bpm), et si besoin d'un fourgon (Dmd).

### Aménagements intérieurs
En 1re classe, les voitures-lits proposent généralement de larges cabines individuelles, appelées aussi « Singles », et des « Doubles », (deux lits superposés), dotées d'une décoration luxueuse associant souvent bois et tapis. Grâce aux portes communicantes, des cabines contigües peuvent former une « mini-suite ». De plus en plus de voitures-lits sont équipées de sanitaires privés, ce qui est notamment le cas des nouvelles cabines Premium du train Thello Paris-Milan-Venise (mise en service au printemps 2017). Certaines cabines « de luxe » (notamment celles des Chemins de fer russes) proposent en outre un coin-salon, un téléviseur privé et un mini-bar, les défuntes voitures Excelsior italiennes ayant même comporté une Suite nuptiale à un grand lit.
En 2e classe, il y a généralement des cabines T3, dont les cabines offrent trois lits superposés, parfois remplacées par des T4 (quatre lits superposés) dans la Péninsule ibérique et en Russie. En Amérique du Nord, mais aussi en Italie (T2s, pour les lignes nationales), en Scandinavie et au Royaume-Uni, notamment à bord du « Calédonien » (service Caledonian Sleeper) les cabines de la classe inférieure n'accueillent que deux voyageurs.
En France, outre les classiques voitures-lits dites Universelles (cabines Singles, Doubles et T3) les voitures-lits T2, lancées par la Compagnie des wagons-lits, proposaient des petites cabines individuelles en Première (Spéciales) et pour deux personnes en seconde classe (T2). Très populaires, elles ont néanmoins, peu après les Universelles, été retirées du service par la SNCF à la fin de 2007 et vendues d'occasion à l'étranger. Il n'y a plus eu, de 2008 à 2015, de liaisons intérieures par voitures-lits en France mais uniquement des liaisons internationales. Avec la reprise, en phase expérimentale d'une année, de la liaison Paris-Nice, en 2016, conjointement par la SNCF et les Chemins de fer russes (fournisseurs du matériel), c'est le grand retour des voitures-lits en France, même si l'exploitation de ce service ne reprend pas officiellement, pour le moment, l'appellation "voitures-lits", mais "Service première classe", avec des cabines individuelles, doubles ou à trois ou quatre lits, proposant même de disposer d'une douche. Ce service est suspendu, en attente d'un repreneur, depuis le 9 décembre 2017.

## Lignes
Les voitures-lits sont présentes dans le monde entier. Le plus grand réseau est exploité par les Chemins de fer russes (RJD) qui, au départ de Moscou, offrent des services directs aussi bien vers Vladivostok (le fameux Transsibérien, avec correspondance maritime vers le Japon) ou Pékin que vers Paris ou Nice et le reste de l'Europe. Les Chemins de fer américains (Amtrak) quant à eux, proposent des liaisons transcontinentales de New York vers Los Angeles et San Francisco via Chicago ou de la Californie vers la Floride. Depuis la France, la plus longue course est assurée par le Venise-Simplon-Orient-Express Paris-Istamboul (avec des départs irréguliers) suivie par celle du Trans-Européen Moscou express Paris-Moscou (un à trois départs hebdomadaires, selon la saison) toutes deux au départ de la gare de l'Est.

### France
En France, la clientèle des trains de nuit a subi une forte érosion. En effet, le TGV a si considérablement réduit les temps de parcours nationaux que le voyage nocturne a semblé perdre de son attraction, mais c'est aussi une absence de promotion due à la politique "tout-TGV" de la SNCF ("oubli" de l'offre voitures-lits dans les documents Lunéa, opacité de la réservation sur le site Internet, restriction permanente de l'offre, non-rénovation du matériel) qui a fait chuter le taux de fréquentation des voitures-lits à moins de vingt-cinq pour cent sur les trois dernières lignes intérieures et frontalières (Paris-Nice-Vintimille, Paris-Briançon et Luxembourg-Metz-Nice), et conduit à l'extinction complète de ce service sur les lignes nationales le 9 décembre 2007, ainsi qu'à la vente d'occasion de ce matériel d'élite à l'étranger. Toutefois, devant la demande pressante de la clientèle qui déplore ces suppressions, la SNCF, en février 2015, s'est rapprochée des Chemins de fer russes (RJD) pour lui confier l'exploitation de certains trains de nuit avec de nouveau des voitures-lits, sur les grandes lignes nationales, en remplacement prochain des Intercités de nuit vieillissants et n'offrant pas, avec de simples voitures-couchettes et des sièges inclinables, un confort suffisant. La liaison Paris-Nice, inaugurée le 2 juillet 2016 pour une période expérimentale d'un an, préfigure cette évolution. La SNCF a annoncé la suppression de la quasi-totalité de ses trains de nuit en 2016 et l'ouverture, au 31 mars 2016, d'un appel d'offres pour leur privatisation, amorcée, d'ores et déjà, par la reprise d'un service de voitures-lits (russes) entre Paris et la Côte d'Azur.
En ce qui concerne les liaisons internationales à longue distance, une clientèle haut-de-gamme, non seulement reste fidèle mais revient à ce mode de transport et de nouveaux trains luxueux ont été récemment lancés: le Riviera Express Nice-Moscou en septembre 2010 ou, en décembre 2011, un nouveau Paris-Moscou plus performant, le Trans-Européen Moscou express, ainsi que le nouveau train privé de grand confort Paris-Milan-Venise (en 2011), le Thello, exploité par Veolia et la Compagnie des wagons-lits, en attendant le retour prochain, annoncé par la SNCF, d'une liaison régulière Orient-Express de grand confort entre Paris, Vienne et Istamboul. Toutefois, les liaisons de nuit CNL des Chemins de fer allemands, entre la France, l'Allemagne et l'Autriche, dont une partie du matériel était atteinte par la limite d'âge, ont été supprimées le 14 décembre 2014, remplacées partiellement par des relations diurnes à grande vitesse par connexion TGV + ICE. En contrepartie, la relation directe par voitures-lits, entre Paris et Moscou, exploitée conjointement par la SNCF et les Chemins de fer russes (RJD), accepte, depuis juin 2015, les voyageurs effectuant le trajet Paris-Berlin et aussi le trajet Paris-Varsovie, depuis décembre 2015. Le réseau de trains de nuit européens Nightjet, initié par les Chemins de fer autrichiens, devrait desservir la France à partir de 2021, en proposant un service de voitures-lits de Paris vers Munich, Salzbourg et Vienne[réf. nécessaire].
Au départ de la France, on recense, pour 2017, les lignes de voiture-lits suivantes, exploitées par la SNCF, des groupements de sociétés de chemins de fer ou encore des compagnies privées (les meilleures correspondances sont indiquées en italiques):
- Services directs classiques :
  - (Londres) Calais-Paris-Zurich-Innsbruck-Venise/Rome/Prague ("Venise-Simplon-Orient-Express")
  - Paris-Venise/Vienne-Budapest-Bucarest-Istamboul ("Venise-Simplon-Orient-Express")
  - Paris-Nancy-Salzbourg-Linz-Vienne-Budapest-Istamboul ("Orient-Express SNCF")(date de mise en service non déterminée)
  - Paris-Marseille-Toulon-St-Raphaël-Cannes-Antibes-Nice (Monaco-Monte-Carlo et Menton) ("Intercités de nuit") (service suspendu depuis le 9 décembre 2017, dans l'attente d'un éventuel repreneur privé).
  - Nice-Monaco-Vienne-Varsovie-Minsk-Moscou (Saint-Pétersbourg) ("Riviera Express")
  - Paris-Strasbourg-Berlin-Varsovie (Cracovie)-Minsk(Saint-Pétersbourg)-Moscou ("Trans-Européen Moscou Express").
  - Paris-gare de Lyon-Dijon-Milan (Rome)-Vérone (Florence)-Vicence-Padoue-Venise-(Bateau vers la Grèce) (Train Thello).
  - Paris-Strasbourg-Munich-Salzbourg-Linz-St Pölten-Vienne (train de nuit autrichien Nightjet)[16]

- Services accélérés avec connexion par TGV : (// = gare de connexion indiquée devant la double-barre)
  - Paris-Train de nuit Thello-Milan//-Bologne-Florence-Pise-Rome-Naples (TGV italien)
  - Paris-Transeuropéen Moscou express-Moscou//-Saint-Pétersbourg (TGV "Sapsan")
  - Paris-TGV-Lyria-Zurich//-Prague (Nouveau rapide autrichien de nuit Nighjet)
  - Paris-TGV-Eurostar-Londres//-Édimbourg-Glasgow-Aberdeen-Inverness ("Calédonien", service Caledonian Sleeper)
  - Paris-TGV-Alleo-Francfort//-Vienne (Nouveau rapide autrichien de nuit Nighjet))
  - Paris-TGV-Alleo-Munich//-Budapest-(Bucarest) (Euro-Nuit "Kalman-Ire")
  - Paris-TGV-Alleo-Munich//-Lioubliana-Zagreb-(Belgrade) (Rapide "Lisinski")
  - Paris-TGV-France.Italie-Milan//-Ancône-Brindisi-(Bateaux vers Grèce, Croatie, Monténégro, Albanie... ) ("La Flèche salentine")
  - Paris-TGV-France.Italie-Milan//-Messine-Catane-Taormine-Syracuse-Palerme-(Bateau vers Malte) ("Trinacrie")
  - Paris-TGV-Atlantique-Bordeaux-Hendaye//-Saint-Sébastien-Coïmbre-Fatima-Lisbonne (Train-Hôtel "Sud-Express")
  - Paris-TGV-France.Espagne-Barcelone//-Grenade (Train-Hôtel "Alhambra")
  - Paris-TGV-France.Espagne-Barcelone//-Vigo et La Corogne (Saint-Jacques-de-Compostelle) (Train-Hôtel "Galice")

### Trajet le plus long
En septembre 1988, l'Extrême-Orient-Express, affrété par la compagnie suisse Intraflug et la société Sony, et composé principalement de voitures-lits, a assuré la liaison Paris-Tokyo via Berlin, Varsovie, Moscou, la Sibérie et transbordement par bateau vers Kudamatsu, puis de nouveau par voie terrestre. Ce voyage de près de 10 000 km reste à ce jour le plus long trajet ferroviaire direct jamais effectué. Ce train ne circula qu'une seule fois pour un trajet de 10 jours environ[réf. nécessaire].
Le train Kyoto-Copenhague-Express, affrété par l'ONU, partant du Japon début novembre pour une arrivée au Danemark le 5 décembre 2009, début de la Conférence sur le réchauffement climatique de Copenhague, et dont la circulation visait à prôner le retour du train sur les voyages à longue distance, égale le record précédent.